# Niobate de potassium
Le niobate de potassium est un composé chimique de formule KNbO3. Il se présente comme une céramique ferroélectrique incolore cristallisée dans une structure pérovskite. Il présente des propriétés intéressantes en optique non linéaire et est utilisé pour le doublement de fréquence de certains lasers.
À température ambiante, le niobate de potassium cristallise dans le système orthorhombique avec des paramètres cristallins valant a = 569,7 pm, b = 397,1 pm et c = 572,2 pm, avec une dureté de 5 sur l'échelle de Mohs, dans le groupe d'espace Amm2. Au-dessus de 225 °C, les cristaux passent au système quadratique P4mm puis, au-dessus de 435 °C, au système cubique centrosymétrique Pm3m ; en dessous de −50 °C, les cristaux passent au système trigonal R3m. Les qualités optiques du matériau sont optimales dans la plage de températures de −40 à 200 °C. Il est transparent dans les longueurs d'onde de 0,4 à 4,5 µm. Son indice de réfraction dépend de la longueur d'onde et de la direction d'incidence de l'onde dans le cristal : il est voisin de 2,2 et vaut par exemple 2,12 à 1,064 µm dans la direction x et 2,38 dans la direction z. Ce matériau présente également un effet piézoélectrique,.
Il est possible de faire croître des monocristaux de niobate de potassium à partir d'un polycristal fondu, qui s'analyse comme un mélange de pentoxyde de niobium Nb2O5 et d'oxyde de potassium K2O en léger excès. Ce matériau peut également être obtenu en faisant fondre du carbonate de potassium K2CO3 avec du Nb2O3 :
K2CO3 + Nb2O5 ⟶ 2 KNbO3 + CO2↑.